# Anton Dermota (Sänger)

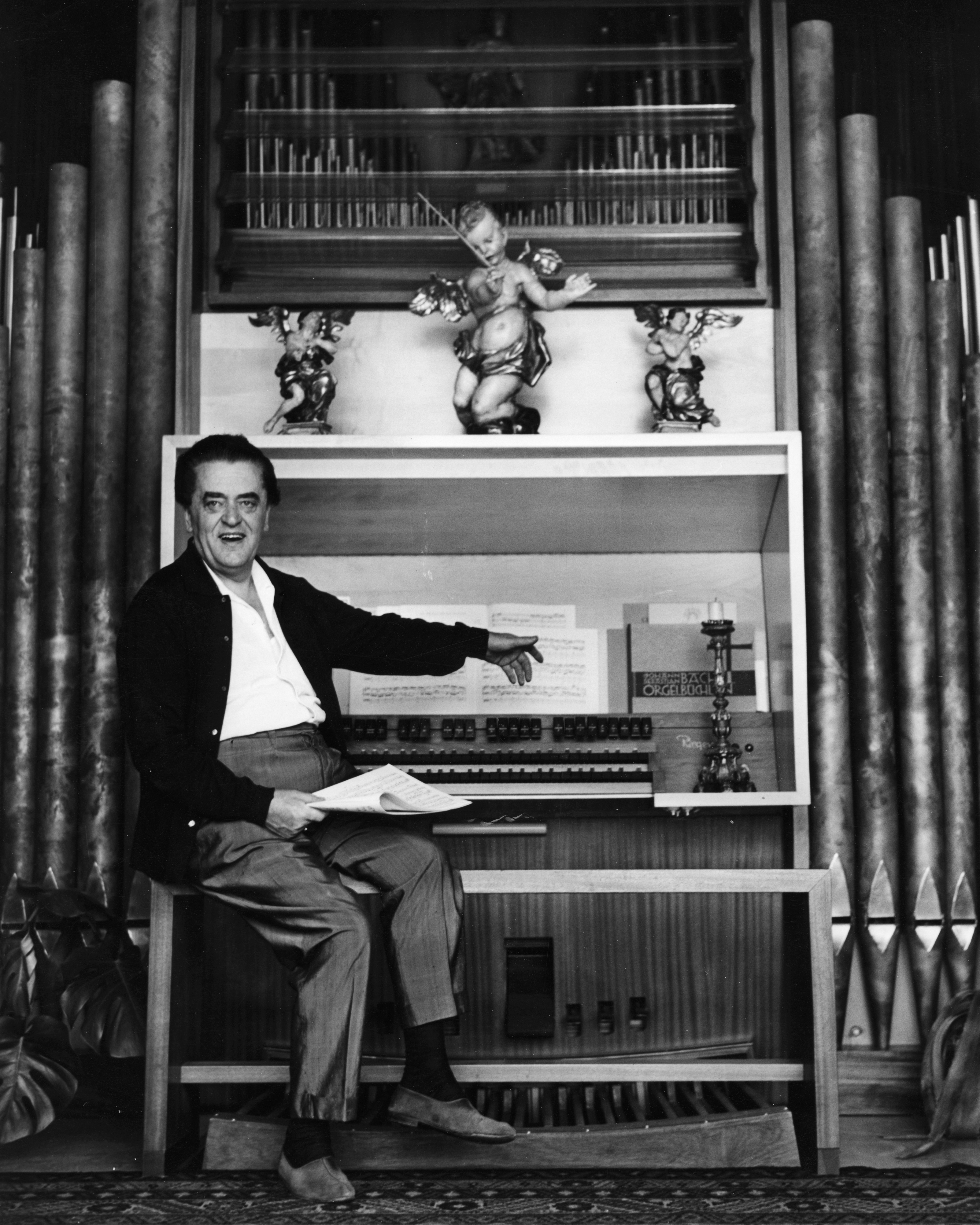
Anton Dermota an der Orgel 1966

Anton Dermota (* 4. Juni 1910 in Kropa, Österreich-Ungarn; † 22. Juni 1989 in Wien) war ein österreichisch-slowenischer Opernsänger (lyrischer Tenor) mit Hauptwohnsitz in Wien.

## Leben
Anton Dermota studierte zunächst Komposition und Orgel in Ljubljana (Laibach) und erhielt dann ein Gesangsstipendium in Wien. 1934 debütierte er in Cluj (Klausenburg). 1936 hörte ihn der Dirigent Bruno Walter und engagierte ihn an die Wiener Staatsoper, wo er als 1. Geharnischter in Wolfgang Amadeus Mozarts Zauberflöte debütierte. Schon bald erhielt er erste Hauptrollen (zuerst Alfredo in La traviata, 1937) und entwickelte sich zu einem Wiener Publikumsliebling. Dermota stand 1944 in der Gottbegnadeten-Liste des Reichsministeriums für Volksaufklärung und Propaganda.
In dieser Zeit erlebte er die größte Katastrophe der Staatsoper mit, als diese am 13. März 1945 bei einem alliierten Luftangriff in Flammen aufging, und half mit, Noten und Einrichtungsgegenstände aus den Flammen zu retten. Er blieb der Staatsoper auch in ihrem provisorischen Quartier im Theater an der Wien treu und wurde am 4. März 1946 zum Wiener Kammersänger ernannt. Dermota gehörte neben Sängern wie Maria Cebotari, Elisabeth Schwarzkopf, Wilma Lipp, Irmgard Seefried, Sena Jurinac, Erich Kunz, Paul Schöffler zum berühmten Wiener Mozart-Ensemble der 1950er Jahre.
Es war daher fast selbstverständlich, dass Dermota auch in der Wiedereröffnungspremiere der wieder aufgebauten Staatsoper am 5. November 1955 mitwirkte – als Florestan in Ludwig van Beethovens Fidelio. Am 26. Oktober 1977 feierte Dermota sein vierzigjähriges Bühnenjubiläum an der Staatsoper in der Titelrolle von Hans Pfitzners Palestrina.
Zu seinem siebzigsten Geburtstag sang der längst zur lebenden Legende gewordene Kammersänger auf Einladung der Staatsoper noch einmal den Tamino – mit fast unverändert frischer Stimme. 
Die zweite künstlerische Heimat Dermotas waren die Salzburger Festspiele, wo er von 1937 (Balthasar Zorn in den Meistersingern unter Arturo Toscanini) bis Ende der 1950er Jahre fast ununterbrochen auftrat, vor allem in seinen großen Mozart-Partien.
Er gab außerdem umjubelte Gastspiele u. a. am Royal Opera House Covent Garden in London, an der Pariser Oper, am Opernhaus in Rom, am Teatro San Carlo in Neapel, am Teatro Colón in Buenos Aires und machte Konzertreisen durch Australien, die Tschechoslowakei und Ungarn.

Seit 1966 hatte Dermota eine Gesangsprofessur an der Wiener Musikhochschule inne.

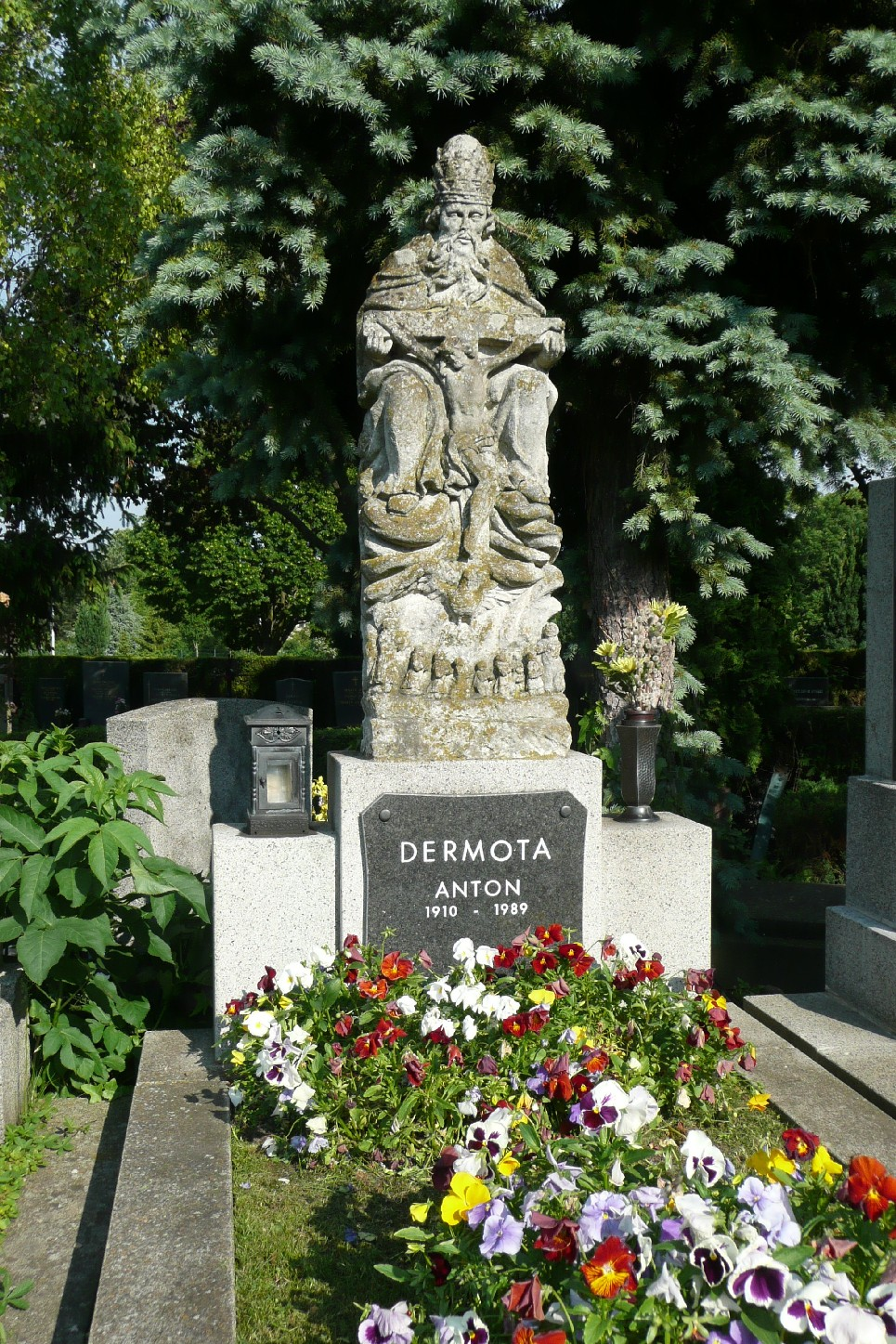
Grabstätte auf dem Friedhof in Hietzing

Er starb in seiner Wahlheimat Wien wenige Tage nach seinem 79. Geburtstag. Sein ehrenhalber gewidmetes Grab befindet sich auf dem Hietzinger Friedhof (Gruppe 58, Nummer 371). 1992 benannte man die Dermotagasse in Wien-Hietzing nach ihm.

## Repertoire
In der Nachkriegszeit und bis Anfang der 1970er Jahre war Dermota einer der international meistgefragten Mozart- und Bachinterpreten seiner Generation, berühmt vor allem als Don Ottavio in Don Giovanni und Ferrando (Così fan tutte), sang jedoch später auch dramatischere Partien wie den Florestan und die lyrischeren Partien von Richard Strauss, Richard Wagner (David in den Meistersingern von Nürnberg) und Giuseppe Verdi, dazu vor allem in früheren Jahren Giacomo Puccini und Jules Massenet.
Eine seiner anerkanntesten Interpretationen war jene des Johannes aus Franz Schmidts gewaltigem Oratorium Das Buch mit sieben Siegeln (mit Walter Berry als Bass, Aufnahme dirigiert von Dimitri Mitropoulos). Bedeutend waren auch seine Gestaltung der Titelrolle von Hans Pfitzners Palestrina, sein Evangelimann (Wilhelm Kienzl) und sein Lenski in Peter Tschaikowskis Eugen Onegin. Insgesamt umfasste sein Repertoire mehr als 80 Rollen.
Maßstäbe setzte er auch als Interpret von Liedern, vor allem von Schubert und Schumann, wobei er stets von seiner Frau Hilda (geb. Berger von Weyerwald, * 17. Juni 1912; † 5. März 2013), am Klavier begleitet wurde. Seine auch auf CD verfügbare Interpretation der Winterreise ist ein Schulbeispiel an Ausdruck, Stil und Stimmkultur.
Als Sänger galt Dermota zeitlebens als einer der größten seines Fachs, und viele seiner jüngeren Kollegen – Fritz Wunderlich, Nicolai Gedda, Ernst Haefliger, Peter Schreier – wurden an ihm gemessen. Dermotas technische Beherrschung war beeindruckend, und seine Stimme besaß sowohl Schmelz als auch Ausdruckskraft bis ins hohe Alter – noch 1981 sang er in Carlos Kleibers Aufnahme von Tristan und Isolde den Hirten.

## Auszeichnungen
- 1955: Mozartmedaille durch die Mozartgemeinde Wien[2]
- 1959: Österreichisches Ehrenkreuz für Wissenschaft und Kunst I. Klasse
- 1977: Großes Silbernes Ehrenzeichen für Verdienste um die Republik Österreich[3]

## Tondokumente (Auswahl)
- Franz Lehár: Schön ist die Welt, mit Hans Schirmeisen, Otto Soltau, Adele Kern, Egon von Jordan, Anton Dermota; Dirigent: Franz Lehár, Gesamtaufnahme Wien 1942, Bel Age Records
- Bach: h-Moll-Messe, mit Emmy Loose, Hilde Ceska, Gertrud Burgsthaler-Schuster, Anton Dermota, Alfred Poell, Dirigent: Hermann Scherchen, Wiener Akademie-Kammerchor, Wiener Symphoniker. Westminster 1950
- Richard Wagner: Die Meistersinger von Nürnberg (Gesamtaufnahme), mit Paul Schöffler, Karl Dönch, Günther Treptow, Anton Dermota (als David), Hilde Güden, Dirigent: Hans Knappertsbusch, Wiener Philharmoniker, Chor der Wiener Staatsoper, Wien (Musikvereinssaal) 1950/51
- Johann Sebastian Bach: Matthäus-Passion, mit Marga Höffgen, Anton Dermota, Dietrich Fischer-Dieskau, Dirigent: Wilhelm Furtwängler, Wiener Philharmoniker, Wiener Sängerknaben, Wiener Singverein, Wien 1954
- Richard Strauss: Der Rosenkavalier, mit Alfred Poell, Walter Berry, Anton Dermota, Dirigent: Erich Kleiber, Chor der Wiener Staatsoper, Wiener Philharmoniker, Wien 1954
- Wolfgang Amadeus Mozart: Don Giovanni, mit Cesare Siepi, Suzanne Danco, Lisa della Casa, Anton Dermota, Hilde Güden, Walter Berry, Kurt Böhme, Dirigent: Josef Krips, Wiener Philharmoniker, Wien 1955
- Wolfgang Amadeus Mozart: Così fan tutte, mit Lisa della Casa, Christa Ludwig, Emmy Loose, Anton Dermota, Erich Kunz, Paul Schöffler, Dirigent: Karl Böhm, Wiener Philharmoniker, Wien 1955